# أنطون هان
أنطون هان (بالألمانية: Anton Hahn) هو متزلج سريع ألماني، ولد في 4 أكتوبر 1984.

## وصلات خارجية
- أنطون هان على موقع SpeedSkatingBase.eu (الإنجليزية)
- أنطون هان على موقع SpeedSkatingNews.info (الإنجليزية)
- أنطون هان على موقع SpeedSkatingStats.com (الإنجليزية)